# Resolutie 859 Veiligheidsraad Verenigde Naties
Resolutie 859 van de Veiligheidsraad van de Verenigde Naties werd unaniem aangenomen op 24 augustus 1993.

## Achtergrond
In 1980 overleed de Joegoslavische leider Tito, die decennialang de bindende kracht was geweest tussen de zes deelstaten van het land. Na zijn dood kende het nationalisme een sterke opmars, en in 1991 verklaarden verschillende deelstaten zich onafhankelijk. Zo ook Bosnië en Herzegovina, waar in 1992 een burgeroorlog uitbrak tussen de Bosniakken, Kroaten en Serviërs. Deze oorlog, waarbij etnische zuiveringen plaatsvonden, ging door totdat in 1995 vrede werd gesloten.

## Inhoud

### Waarnemingen
De Veiligheidsraad merkte op dat Bosnië en Herzegovina, ondanks alle resoluties en internationale inspanningen, het toneel van vijandelijkheden bleef. Vooral de Bosnische Serviërs voldeden nog steeds niet aan de resoluties. De raad veroordeelde alle oorlogsmisdaden en was bezorgd over de verslechterende humanitaire omstandigheden in vooral Mostar. De humanitaire inspanningen van de VN-Beschermingsmacht UNPROFOR en de UNHCR moesten zo veel mogelijk worden gesteund. Ook de belegering van Sarajevo, Mostar en andere steden was aanleiding tot bezorgdheid en de verstoring van onder meer de water-, stroom-, en brandstoftoevoer en de communicatie door vooral de Bosnische Serviërs werd zwaar veroordeeld. De partijen werden opgeroepen samen te werken voor het herstel ervan.
De Veiligheidsraad bevestigde nogmaals dat het onaanvaardbaar was om grondgebied te verwerven met geweld en door middel van etnische zuivering. Het geweld in Bosnië en Herzegovina moest stoppen, zodat vooruitgang kon worden gemaakt in het vredesproces. Intussen bleef de situatie in Bosnië en Herzegovina een gevaar voor de internationale vrede en veiligheid.

### Handelingen
De Veiligheidsraad drong erop aan dat er zo snel mogelijk een oplossing zou worden gevonden tijdens de vredesgesprekken in Genève en riep op tot een onmiddellijk staakt-het-vuren in Bosnië en Herzegovina. Hij eiste ook ongehinderde hulpverlening, voedsel-, water-, stroom- en brandstoftoevoer en communicatie en respect voor UNPROFOR en de UNHCR. De secretaris-generaal had laten weten dat de luchtmacht ter ondersteuning van UNPROFOR nu ter beschikking was.
De oplossing van het conflict in Bosnië en Herzegovina moest conform het Handvest van de Verenigde Naties en het internationaal recht zijn en in die context bevestigde de raad:
- de soevereiniteit, territoriale integriteit en onafhankelijkheid van dat land;
- dat de naamsverandering noch de herstructurering van een land invloed zou hebben op het VN-lidmaatschap van Bosnië en Herzegovina;
- de principes aangenomen door de Internationale Conferentie over Voormalig Joegoslavië, zoals het einde van de vijandelijkheden, de terugkeer van vluchtelingen en compensaties;
- het recht van alle ontheemden om terug te keren naar hun huizen;
- het behoud van Sarajevo als multicultureel, etnisch en religieus centrum.

De Veiligheidsraad herinnerde eraan dat personen individueel verantwoordelijk zouden worden gesteld voor oorlogsmisdaden en schendingen van het humanitaire recht, waarvoor de raad het Joegoslavië-tribunaal had opgericht. Ook zou de raad helpen met de effectieve uitvoering daarvan, zodra er een akkoord was gesloten tussen de verschillende partijen.

## Verwante resoluties
- Resolutie 855 Veiligheidsraad Verenigde Naties
- Resolutie 857 Veiligheidsraad Verenigde Naties
- Resolutie 869 Veiligheidsraad Verenigde Naties
- Resolutie 870 Veiligheidsraad Verenigde Naties

Lijst ·  800 ·  801 ·  802 ·  803 ·  804 ·  805 ·  806 ·  807 ·  808 ·  809 ·  810 ·  811 ·  812 ·  813 ·  814 ·  815 ·  816 ·  817 ·  818 ·  819 ·  820 ·  821 ·  822 ·  823 ·  824 ·  825 ·  826 ·  827 ·  828 ·  829 ·  830 ·  831 ·  832 ·  833 ·  834 ·  835 ·  836 ·  837 ·  838 ·  839 ·  840 ·  841 ·  842 ·  843 ·  844 ·  845 ·  846 ·  847 ·  848 ·  849 ·  850 ·  851 ·  852 ·  853 ·  854 ·  855 ·  856 ·  857 ·  858 ·  859 ·  860 ·  861 ·  862 ·  863 ·  864 ·  865 ·  866 ·  867 ·  868 ·  869 ·  870 ·  871 ·  872 ·  873 ·  874 ·  875 ·  876 ·  877 ·  878 ·  879 ·  880 ·  881 ·  882 ·  883 ·  884 ·  885 ·  886 ·  887 ·  888 ·  889 ·  890 ·  891 ·  892